# Emanuel Blom (stiftamtmand)
 Der er flere personer med dette navn, se Emanuel Blom.
Emanuel Blom (20. maj 1747 i Holmsbo – 17. februar 1826 i Viborg) var en dansk stiftamtmand, far til søofficeren af samme navn og oberst H.J. Blom.

## Militær karriere
Han var en søn af købmand i Holmsbo ved Hudrum Gustavus Blom (1713-1777) og Susanne f. Reth (1715-1771), blev 1760 indskrevet som korporal ved det Søndenfjeldske Dragonregiment, kom 1761 på den matematiske skole i Christiania, fik 1762 premierløjtnants karakter, afgik 1763 fra ovennævnte skole, blev 1765 kaptajn ved det Delmenhorstske Infanteriregiment, overtog desuden fra 1769-71 bestyrelsen af regnskabsvæsenet for et militært bageri, fik 1775 anciennitet som major i Armeen fra 1774, blev 1779 beordret til med en del af sit mandskab at begive sig på et søtogt til kysten Guinea og Kap Det Gode Håbs forbjerg, vendte først tilbage fra dette besværlige togt i slutningen af det følgende år, blev straks efter udnævnt til generaladjudant og tog 1785 afsked fra krigstjenesten. 

## Embedsmand
Samme år blev han udnævnt til amtsforvalter over Roskilde Amt og til justitsråd, forflyttedes 1789 som amtsforvalter over Dronningborg, Silkeborg og Mariager Amter, blev efter en toårig konstitution 1803 amtmand over Hjørring Amt, 1813 stiftamtmand over Viborg Stift, entledigedes 1820 med en forholdsvis betydelig pension på grund af den energi og dygtighed, hvormed han i en lang årrække havde virket i statens tjeneste, og døde 17. februar 1826 i Viborg. Blom blev Ridder af Dannebrog og Dannebrogsmand.
22. maj 1785 ægtede han Anne Marie Elisabeth Würnfeldt (21. august 1757 - 28. maj 1795), en datter af byskriver Søren Würnfeldt i Thisted; efter hendes død giftede han sig 27. april 1798 med Charlotte Christiane von Arenstorff (15. juni 1775 - 15. marts 1826), en datter af etatsråd Frederik Christian von Arenstorff til Overgård og Albertine Cathrine f. Benzon. Han efterlod sig 17 børn.